# Bestillingskontor
Et bestillingskontor er det man i daglig tale kalder et taxi- eller taxaselskab eller også en taxicentral. Det er altså et sted, hvortil en taxikunde kan ringe for at bestille en taxi/taxa/hyrevogn/droshe.
Bestillingskontorer skal principielt forefindes i kommuner, hvor der findes mere end 10 tilladelser til taxikørsel, jævnfør taxiloven. Bestillingskontorers vedtægter reguleres via et aktstykke i taxalovgivningen, som kaldes standartvedtægten.
Bestillingskonoret kan ikke selv drive vognmandsvirksomhed, men kan udelukkende formidle ture og bestillinger til de tilsluttede vognmænds taxier.
| Trafik | Spire Denne trafikartikel er en spire som bør udbygges. Du er velkommen til at hjælpe Wikipedia ved at udvide den. |